# Trizogeniates ohausi
Trizogeniates ohausi is een keversoort uit de familie bladsprietkevers (Scarabaeidae). De wetenschappelijke naam van de soort werd voor het eerst geldig gepubliceerd in 2002 door Villatoro.